# Cryptocarya samarensis
Cryptocarya samarensis är en lagerväxtart som beskrevs av Elmer Drew Merrill. Cryptocarya samarensis ingår i släktet Cryptocarya och familjen lagerväxter. Inga underarter finns listade i Catalogue of Life.